# Ergo Versicherung
Die Ergo Versicherung AG (Eigenschreibweise ERGO) ist der Sachversicherer der Ergo Group, die wiederum zur Münchener Rück gehört. Sie ist aus der Victoria Versicherung Aktiengesellschaft unter Aufnahme der Hamburg-Mannheimer Aktiengesellschaft hervorgegangen und hat ihren Sitz an der Ergo-Konzernzentrale in Düsseldorf. Zum Direktionsgebäude gehört das seit 2010 Ergo-Turm genannte Victoria-Haus.

## Geschichte

Logo der ehemaligen Victoria Versicherungen bis 2010

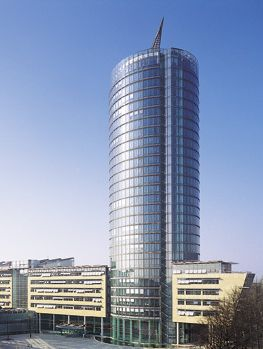
Ergo-Turm in Düsseldorf

Gegründet wurde die Ergo Versicherung AG am 26. September 1853 als Allgemeine Eisenbahn-Versicherungs-Gesellschaft (AEVG).
Im Zweiten Weltkrieg wurde das Direktionsgebäude in der Lindenstraße in Berlin-Kreuzberg zerstört, und die mittlerweile als Victoria firmierende Gesellschaft verlor ihr gesamtes Geschäft im Ausland und im Gebiet der späteren DDR. Nachdem sich die Gesellschaft von den Folgen des Krieges erholt hatte, wurde der Hauptsitz nach Düsseldorf verlegt, wo er sich bis heute befindet.
In der zweiten Jahreshälfte 2010 wurde der Markenname Victoria im Rahmen einer Konzernumstrukturierung und einer neuen Markenstrategie zugunsten des Namens Ergo aufgegeben. Dabei wurden die Tochtergesellschaften der Victoria Versicherungs-Gesellschaften mit ihren Kundenstämmen innerhalb des Konzernverbundes neu zugeordnet; die Victoria Versicherung AG wurde in der Folge mit den Sachversicherern der Hamburg-Mannheimer und der D.A.S. zur Ergo Versicherung AG zusammengelegt.